# Hellend vlak van Ronquières

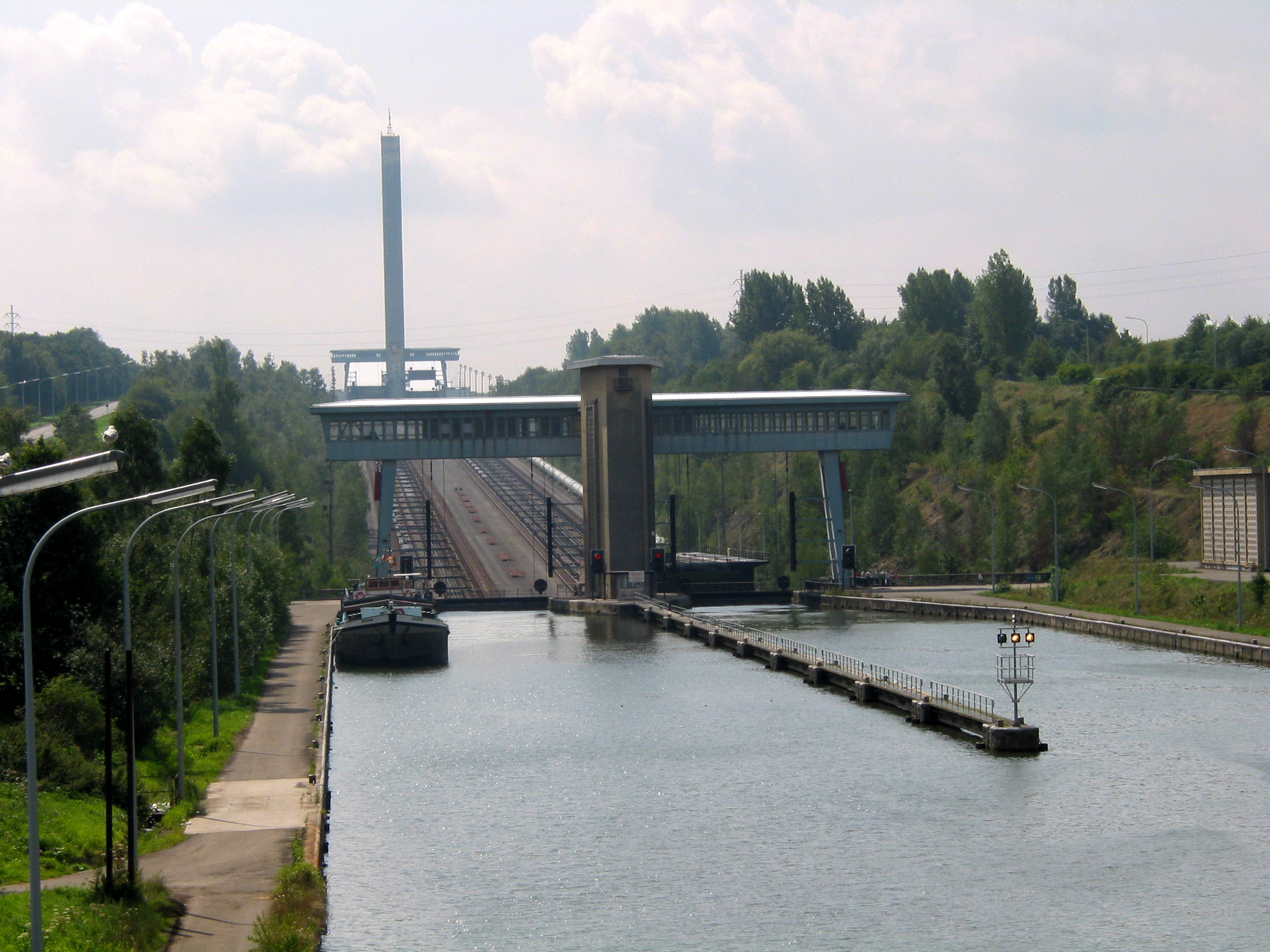
Gezicht op het hellend vlak

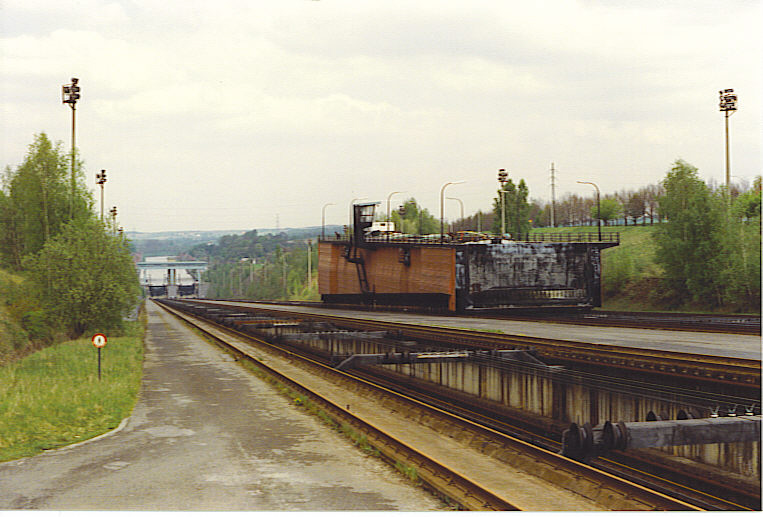
Een scheepsbak op het vlak

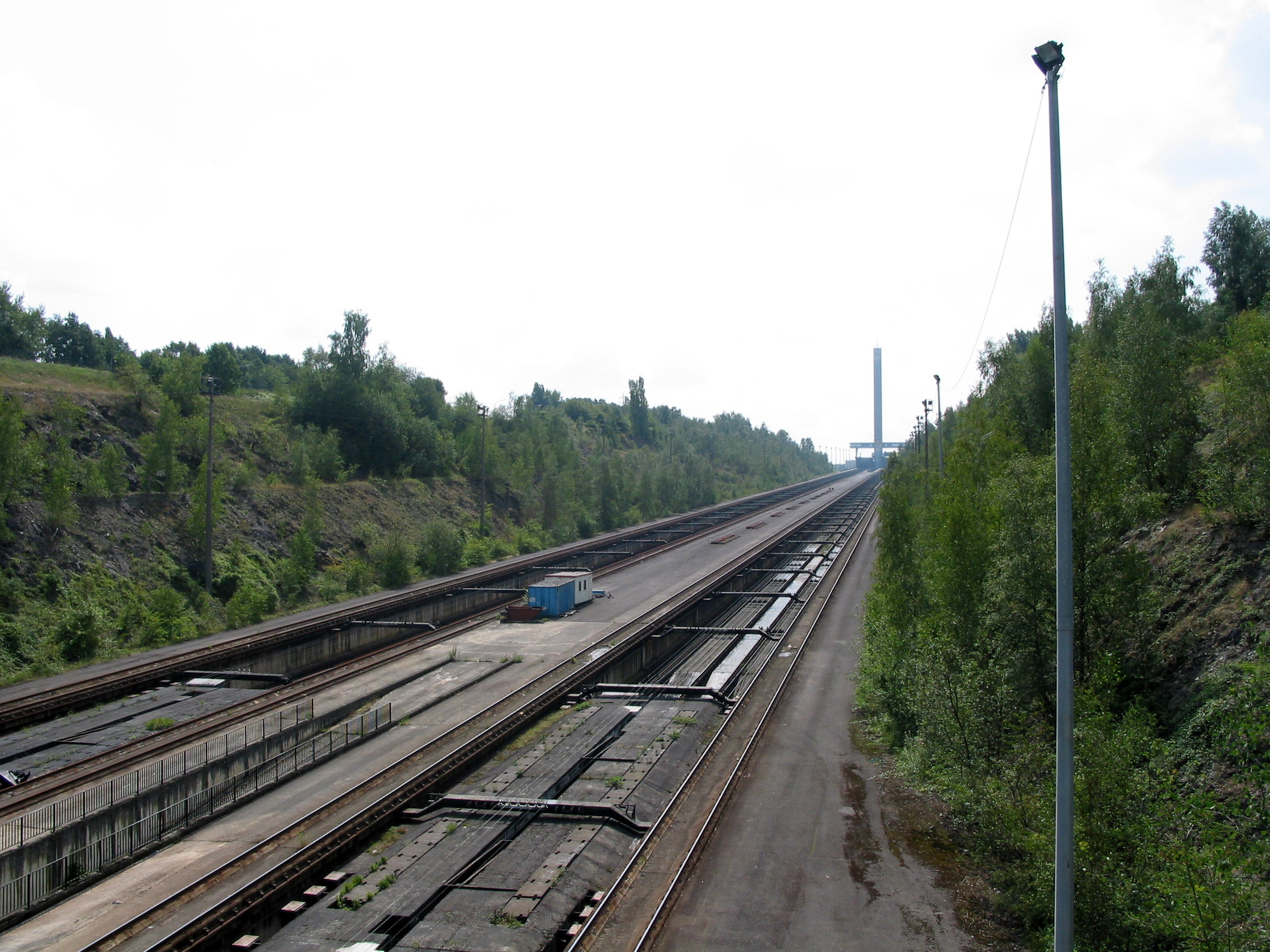
De contragewichten

Het Hellend vlak van Ronquières is een scheepslift nabij het Belgische dorpje Ronquières. Het is een hellend vlak op het Kanaal Charleroi-Brussel. Het overbrugt het hoogteverschil met het Henegouws Plateau.

## Bouwplannen
Op 9 maart 1957 stemde de Belgische regering in met een plan om een aantal grote vaarwegen te moderniseren en geschikt te maken voor vaartuigen tot 1350 ton. Het Kanaal Charleroi-Brussel werd ook in de plannen opgenomen. Bij de plaatsen Ronquières, Arquennes en Seneffe nam het bochtige kanaal een hoogteverschil van meer dan 60 meter. In de 19e eeuw waren hier zestien sluizen aangelegd om dit hoogteverschil te overbruggen. Het passeren van al deze sluizen, over een afstand van circa twee kilometer, kon tot twee dagen oplopen. Modernisering van het kanaal vereiste een oplossing voor dit probleem in de vorm van een soort scheepslift.

## Beschrijving
Het hellend vlak werd na een bouwtijd van zes jaar op 1 april 1968 opgeleverd. Het vlak is 1400 meter lang en overbrugt een verval van 68 meter, met een hellingsgraad van bijna 5%. Er zijn twee scheepsbakken van elk 85,50 meter lang en 11,60 meter breed. De bakken rijden als wagons over rails en worden met kabels voortbewogen. Elke bak heeft een eigen contragewicht, dat op rails onder de bak doorgaat. De bakken kunnen zo onafhankelijk van elkaar werken, wat van belang is voor het onderhoud en bij eventuele storingen. In zulke gevallen werkt het vlak gewoon door, maar met beperkte capaciteit. De totale kosten voor het werk bedroegen ongeveer 3,1 miljard Belgische frank (ongeveer € 77 miljoen), ongeveer tweemaal meer dan bij de start van de bouw werd gedacht.
Het vlak voorziet zichzelf van energie. Naast de helling ligt een buis waardoor water stroomt dat een turbine aandrijft, die de elektrische energie voor het kunstwerk levert.

### Technische details
- Totale lengte project (inclusief toe- en afvoerkanalen): 6 kilometer
- Hoogte van de toren: 150 meter
- Lengte van de helling: 1432 meter
- Hoogteverschil: 68 meter
- Hellingsgraad: 5%
- Buitenmaten bak: 91 meter lang en 12 meter breed
- Waterdiepte in bak: 3 – 3,7 meter
- Gewicht van de bak: circa 5000 ton (idem contragewicht)
- Maximale afmetingen schepen: 1350 ton waterverplaatsing

## Gebruik
Van dit hellend vlak wordt weleens gezegd dat het tot de grote nutteloze werken behoort, omdat het gebruik van het kanaal na de opening van het hellend vlak stelselmatig afnam. De sluiting van de Waalse steenkolenmijnen was hier zeker een oorzaak van. Later trok het gebruik weer enigszins aan, totdat in het 'topjaar' 2006 5215 schepen werden doorgesluisd. In 2010 was dat aantal gedaald tot 4790 schepen.

## In populaire cultuur
- Het Hellend vlak van Ronquières speelt een belangrijke rol in de film Brussels by Night (1983).